# 시카베역
시카베역(일본어: 鹿部駅)은 일본 홋카이도 가야베 군 시카베정에 있는 홋카이도 여객철도 하코다테 본선(사와라 지선)의 역이다. 역 번호는 N68이며, 섬식 승강장 1면 2선의 구조를 지닌 지상역이다.

## 역 주변
- 국도 제278호선

## 역사
- 1945년 6월 1일 : 일본국유철도 시카베역이 개업.
- 1949년 2월 20일 : 역 명을 다카마치역(일본어: 鷹待駅)으로 개칭.
- 1956년 12월 20일 : 시카베역으로 재개칭.
- 1987년 4월 1일 : 민영화에 의해, 홋카이도 여객철도로 이관.

## 인접 정차역
| 홋카이도 여객철도 하코다테 본선 | 홋카이도 여객철도 하코다테 본선 | 홋카이도 여객철도 하코다테 본선 |
| ------------------------------- | ------------------------------- | ------------------------------- |
| H68 오누마 방면                 | 사와라 지선                     | 오시마누마지리 N67 모라 방면    |